# Inge Wunderlich
Inge Wunderlich (* 16. Mai 1933 in Werdau; † 11. Januar 2017 in Leipzig) war eine deutsche Malerin und Grafikerin.

## Leben und Werk
Inge Wunderlich kam aus einer Arbeiterfamilie. Nach Abschluss der 8. Klasse der Grundschule war sie Geschäfts- und Haushaltsgehilfin, ehe sie von 1949 bis 1952 eine Lehre als Kaufmannsgehilfin absolvierte. Danach arbeitete sie bis 1960 als Finanzbuchhalterin.
Von 1957 bis 1960 machte Inge Wunderlich ein Abendstudium an der Mal- und Zeichenschule Zwickau. Von 1960 bis 1966 studierte sie an der Hochschule für Grafik und Buchkunst Leipzig bei Bernhard Heisig, Wolfgang Mattheuer und Harry Blume, anfangs in der Graphiklasse. Als Heisig das Fach Malerei einrichtete, wechselte sie mit ihrer Kommilitonin Eva-Maria Bergmann dorthin. Zu Studienbeginn war sie eine der ältesten Studierenden der Grafikklasse, und sie hatte es schwer, dem Hochschulniveau zu entsprechen.
Seit Abschluss des Studiums lebte Inge Wunderlich als freischaffende Künstlerin in Leipzig. Sie war vor allem Porträtistin. In der DDR hatte sie mehrere Einzelausstellungen und Ausstellungsbeteiligungen. 1979 unternahm sie eine Studienreise nach Paris.
Sie war von 1966 bis 1990 Mitglied im Verband Bildender Künstler der DDR und ab 1990 im Bundesverband Bildender Künstlerinnen und Künstler.

## Rezeption
„Ihren Intentionen entsprach es, Bildnisse von Menschen malen, von Kindern, Frauen und Männern, denen sie begegnete, die sie kannte oder durch die Arbeit näher kennenlernen konnte … Vorgaben und Wünsche der DDR-Kulturpolitik passte sie in ihre eigene Vorstellungswelt ein … Die meisten Bilder entstanden aus eigenem Antrieb, auch die repräsentativ wirkenden Porträts. Begriffe wie ‚Völkerfreundschaft‘ oder ‚Solidarität‘ waren für sie keine Phrasen, vielmehr galten Menschen aus anderen Ländern, von anderer Art, als freundliche Gesandte aus fernen Gegenden.“

## Werke (Auswahl)
- Blick vom Atelierfenster mit Universitätshochhaus (Tafelbild, Öl; 1971; im Bestand der Kunsthalle der Sparkasse Leipzig)[2]
- Porträt Fritz Schulz (Tafelbild, Mischtechnik; 1977; ausgestellt 1977/1978 auf der VIII. Kunstausstellung der DDR; im Bestand des sächsischen Kunstfonds)[3]
- Bildnis einer Arbeiterin / Heldin der Arbeit Hildegard Ritter (Tafelbild, Mischtechnik; 1975; ausgestellt 1977/1978 auf der VIII. Kunstausstellung der DDR)[4]
- Die Iranerin M.M. (Tafelbild, um 1972; Museum der bildenden Künste Leipzig)[5]
- Arbeiterveteran Otto Bäßler (Tafelbild, Mischtechnik; 1979; ausgestellt 1982/1983 auf der IX. Kunstausstellung der DDR)[4]
- Bildnis Thomaskantor Günther Ramin (Tafelbild, Mischtechnik; 1981; im Alumnat des Thomanerchors Leipzig)
- Prof. D. Mau, Rektor der Technischen Hochschule Ilmenau (Tafelbild, Mischtechnik, 1986)

## Ausstellungen (unvollständig)

### Einzelausstellungen
- 1981 Leipzig, Galerie Wort und Werk (mit Carin Kreuzberg und Uta Vogel)
- 1982 Torgau, Kreismuseum

### Ausstellungsbeteiligungen
- 1977/78 und 1982/83: Dresden, VIII. und IX. Kunstausstellung der DDR
- 1972, 1974, 1979 und 1985: Leipzig, Bezirkskunstausstellungen
- 1975: Berlin, Ausstellungszentrum am Fernsehturm („Die Frau und die Gesellschaft“)
- 1976: Kiew („Arbeiterbildnisse“)
- 1982: Leipzig, Museum der Bildenden Künste („Selbstbildnisse Leipziger Künstler“)
- 1982: Leipzig („10 Jahre Leipziger Grafikbörse“)
- 1986: Gnandstein, Burg Gnandstein („Landwirtschaft in der bildenden Kunst“)
- 1992: Holzminden, 1. Ausstellung des Bunds Bildender Künstler Leipzig e.V.